# Konsultacje z interesariuszami
Konsultacje z interesariuszami – jedna z metod sondażu diagnostycznego. Podstawowym celem konsultacji z interesariuszami jest generowanie informacji o różnych grupach społecznych w celu zrozumienia ich systemów wartości, interesów i potrzeb oraz określenia wpływu, jaki wywierają lub mogą wywierać na nich realizowane decyzje publiczne. 

## Rodzaje
- ex ante wówczas, gdy są dokonywane na etapie wartościowania możliwych zachowań (czyli konsultacje społeczne),
- ex post wówczas, gdy są dokonywane na etapie wartościowania wdrożonej już decyzji publicznej[3].

## Zastosowanie
Konsultacje z interesariuszami są stosowane w badaniach ewaluacyjnych, a także do wartościowania decyzji publicznych.